# Крюковичский сельсовет
Крюковичский сельсовет — упразднённая административная единица на территории Калинковичского района Гомельской области Белоруссии.
Упразднён 12 ноября 2013 года, территория передана в Озаричский сельсовет.

## Состав
Крюковичский сельсовет включал 7 населённых пунктов:
- Березняки — деревня.
- Виша — деревня.
- Гора — деревня.
- Крюковичи — агрогородок.
- Сыщицы — деревня.
- Углы — деревня.
- Чистая Лужа — деревня.